# Francine Berman
Francine Berman (Glendale, California, 7 de febrero de 1951) es una informática de origen estadounidense, y una líder en el campo de la preservación de datos digitales y cyber-infraestructura. En 2009, fue galardonada con el IEEE/ACM-CS Premio de Kennedy del Ken "por su liderazgo influyente en el diseño, desarrollo y despliegue de cyberinfrastructuras a escala nacional, su inspiradora labor como profesora y mentora, y su servicio ejemplar a la comunidad de alto rendimiento". En 2004, Business Week la denominó como la "reina reinante del teraflop".

## Biografía
Francine Berman se licenció en Matemáticas por la Universidad de California en Los Ángeles (UCLA) (1973) y obtuvo un máster y un doctorado en Matemáticas por la Universidad de Washington (1976, 1979). Su tesis doctoral investigó modelos no estándar de lógica dinámica proposicional, un área en el campo de la informática teórica.
Francine Berman es la antigua directora del  Centro de Superomputación de San Diego (SDSC), y titular de la Cátedra de Computación de Alto Rendimiento y profesora de Ciencias e Ingeniería Informáticas en la Universidad de California en San Diego (UCSD). 
Desde 2009,  ha sido Vicepresidenta de investigación y profesora de informática en el Instituto Politécnico Rensselaer (RPI). 
En 2011, Berman fue nombrada copresidenta de la National Academies Board on Research Data and Information (BRDI).
En agosto de 2021, Berman se incorporó a la Universidad de Massachusetts, Amherst, para establecer un programa de tecnología de interés público.
Además Francine Berman es miembro de la Academia Nacional de Administración Pública de los Estados Unidos.

## Carrera
Berman empezó su carrera profesional como profesora adjunta en el Departamento de Informática en la Universidad de Purdue en Lafayette, Indiana.  En 1984, Berman dejó Purdue para unirse al departamento de Informática e Ingeniería en UCSD como Ayudante, para después pasar a ser profesora.  En 2002,  se le otorgó la cátedra en Informática de Rendimiento Alto en la escuela Jacobs de Ingeniería en UCSD.
En 1999, mientras estaba en UCSD, Berman fundó el Grid Computing Laboratory. Centrándose en la investigación en el Grid Lab apuntó aplicaciones y entornos de software dentro de rendimiento paralelo, alto informática, y entornos de verja. El Grid Lab era conocido por el proyecto innovador 'AppLeS', el cual exploró el desarrollo de aplicaciones adaptativas que potencialmente podrían auto-programarse en entornos distribuidos basados en rendimiento y cargas ambientales.
En 2001, Berman fue nombrada Directora del San Diego Supercomputer Centro (SDSC), un centro pionero para la  National Science Foundation’s National Partnership for Advanced Computational Infrastructure (NPACI), así como directora del NPACI. NPACI era un consorcio de más de 40 instituciones cuya misión era desarrollar ciberinfraestructuras a escala nacional y proporcionar instalaciones de supercomputing a la comunidad de investigación de los Estados Unidos. Como institución pionera, SDSC organizó instalaciones nacionales de supercomputer y colaboró ampliamente para desarrollar aplicaciones computacionales y ciberinfraestructuras. También en 2001, Berman asociada con Dan Reed, Director del Centro Nacional para Supercomputing Aplicaciones, para lanzar el NSF-patrocinado TeraGrid.
De 2001 a 2009, Berman sirvió como directora del SDSC y dirigió una organización de centenares de investigadores, científicos y personal de sistemas. Durante este tiempo, SDSC focalizó su atención en datos-ciencia intensiva, dato stewardship, y dato cyberinfrastructure, desarrolló colaboraciones con importantes proyectos nacionales e internacionales de cyberinfrastructure, y desarrolló una innovadora stewardship sociedad con el UCSD Bibliotecas. Bajo el liderazgo de Berman, el SDSC estuvo considerado para ser "uno de los lideres, si no el líder del país, en tratar cantidades masivas de datos".
En 2007, Berman se convirtió en copresidenta del ‘'Blue Ribbon Task Force on Sustainable Digital Preservation and Access''.  Apoyada por la Fundación de Ciencia Nacional, Biblioteca de Congreso, Mellon Fundación,  U.K. Comité de Sistemas de Información de junta, Council on Library  y Information Resources, además de otras organizaciones, el Blue Ribbon Task Force fue la encargada de conducir una investigación profunda en la economía de preservación y acceso de datos digitales.  El Blue Ribbon Task Force publicó dos informes: en 2008 y 2010. Estos informes evaluaron el paisaje para soporte económico de información digital, proporcionado un conjunto de las recomendaciones que dirigen el desarrollo de estrategias sostenibles para preservación y acceso, y sugirió un orden del día de búsqueda para conducir trabajo más lejano. Dichos informes han sido descargados más de 120,000 veces.
En 2009 Berman se convirtió en Vicepresidenta del Research at Rensselaer Polytechnic Institute (2009-2012). En 2012,  se convertiría en la líder de la Alianza de Dato de la Búsqueda (RDA) y la Edward P. Hamilton Distinguished Professor en Informática en Rensselaer Polytechnic Instituto.

## Divulgación
A lo largo de su carrera Francine Berman ha participado en iniciativas nacionales para reclutar, retener y promover a las mujeres en los campos STEM (ciencia, tecnología, ingeniería y matemáticas) y, en particular, en la informática. Miembro fundador del Comité de la Asociación de Investigación Informática sobre la Condición de la Mujer (CRA-W), fue copresidenta de CRA-W de 1993 a 1996. Berman ha presidido el consejo de administración del Instituto Anita Borg, ha sido ponente principal en la Grace Hopper Celebration of Women in Computing y habla con frecuencia sobre conservación de datos y ciberinfraestructura, la mujer en la ciencia y la tecnología y otros temas.

## Afiliaciones
- Anita Borg Institute (Board of Trustees Board Chair)
- Rensselaer Polytechnic Institute (Vice President for Research and Professor of Computer Science)

## Premios y honores
En 2009, Berman fue galardonada con el premio inaugural IEEE/ACM-CS Ken Kennedy. También ha sido elegida Fellow de la  ACM (2009), Fellow del  IEEE (2011) y Presidenta en 2013 de la Sección de Información, Informática y Comunicación (Sección T) de la Asociación Estadounidense para el Avance de la Ciencia (AAAS).
En 2011, fue nombrada copresidenta dela Junta de Datos e Información de Investigación de las Academias Nacionales. Berman ha sido designada «Pionera de la Preservación Digital» por la Biblioteca del Congreso, y fue Conferenciante Distinguida de la ACM en 2009.
Es autora de más de 100 artículos para revistas, ponencias en congresos, capítulos de libros y otras publicaciones.  
Es la coeditora de Grid Computing: Making the Global Infrastructure a Reality( '‘'Informática de Verja:  Haciendo la Infraestructura Global una Realidad'' ) junto con Tony Hey y Geoffrey Fox.
En 2019 fue elegida miembro de la Academia Estadounidense de las Artes y las Ciencias en 2019.